# Crossskate

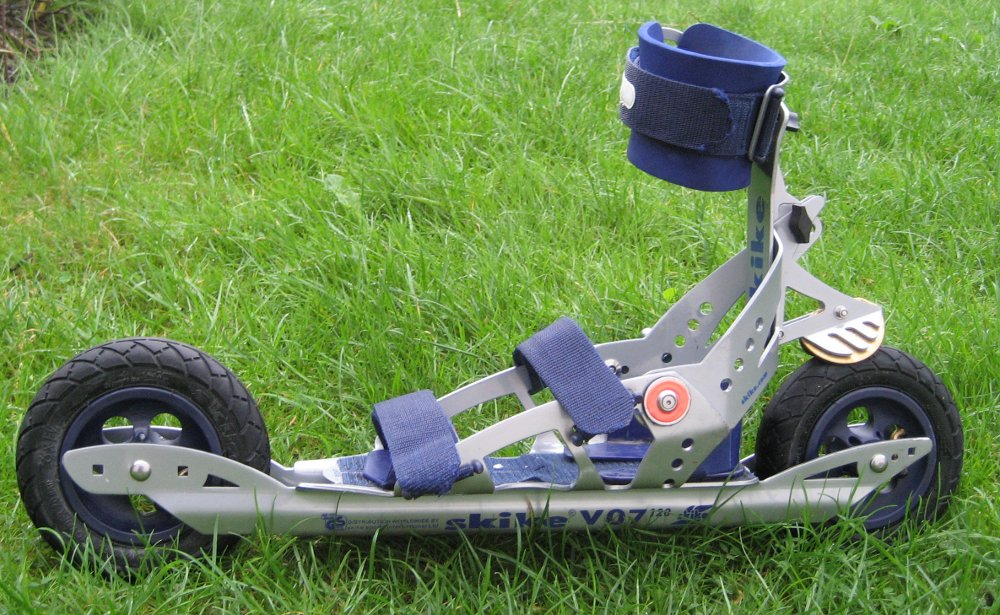
Zwei-Rollen-Crossskate von Skike

Crossskates sind eine Variante von Inlineskates, die für den Einsatz in leichtem bis mittelschweren Gelände geeignet sind. Sie bestehen aus einem robusten Rahmen, an dem zwei oder mehr luftbereifte Räder befestigt sind. Der Schuh ist entweder integriert oder kann mit Schnallen auf dem Rahmen oder einer optionalen Klappschiene fixiert werden. Die meisten Crossskates verfügen über mindestens eine Bremse je Crossskatepaar. Im Gegensatz zum Inlineskaten wird der Vortrieb beim Crossskaten vorwiegend mit Hilfe von Stöcken erzeugt. Auch das Fahrverhalten der Crossskates unterscheidet sich erheblich von dem eines Inlineskates.

## Technik
Auf dem Markt waren und sind über 40 Modelle erhältlich, die sich zum Teil deutlich in ihrem Aufbau unterscheiden. Fast alle basieren auf einer Inline-Bauweise, bei der zwei oder mehr Rollen hintereinander angebracht sind.

### Rahmen
Der Rahmen eines Crossskates, welcher meist aus Aluminium besteht und den Fahrer trägt, ist mit zwei oder mehreren Rädern verbunden. Je nach Ausführung befinden sich die Räder entweder – ähnlich konventioneller Inlineskates – unterhalb des Rahmens oder – weitaus häufiger – an dessen vorderen und hinteren Enden. Viele Modelle erlauben die Veränderung der Rad-, Schuh- und Bremsenposition am Rahmen. Zweirädrige Modelle mit Rädern am vorderen und hinteren Ende des Rahmens weisen einige Ähnlichkeiten mit Rollerskiern auf.

### Schuhe
Abhängig vom Modell sind bei Crossskates die Schuhe bereits integriert oder sie können mit Hilfe von Schnallen auf einer auf dem Rahmen vorgesehenen Schuhhalterung fixiert werden. Modelle mit Schuhhalterung und Schnallen erlauben ein einfaches Ab- und Anschnallen und einen flexiblen Wechsel der Schuhe. Für zusätzliche Stabilität sorgt bei diesen Modellen eine Wadenstütze.

### Rollen
Crossskates werden standardmäßig mit kugelgelagerten, luftbereiften Rädern ausgestattet. Die Räder sind deutlich größer als die eines Inlineskates. Ihr Durchmesser beträgt etwa 15 cm. Die Kugellager sind robuster als die meisten Inlineskatelager und müssen zudem resistenter gegenüber Schmutzwasser sein.

### Bremsen
Die meisten Crossskates sind serienmäßig mit Bremsen ausgestattet. Verschiedene Bremssysteme, je nach Ausführung ein- oder zweiseitig, finden Anwendung. Die größte Bedeutung besitzt die von Skike eingeführte beidseitige Rückfallbremse, welche mit den Waden bedient wird und Verzögerungen von bis zu 6,5 m/s2 erlaubt. Auch andere Hersteller nutzen zunehmend dieses Bremssystem.

### Klappschiene
Einige Hersteller, wie beispielsweise Powerslide und Skike, bieten Crossskates mit Klappschienen an. Bei diesen Modellen ist der Schuh bzw. die Schuhhalterung nicht direkt auf dem Rahmen, sondern auf einer mit dem Rahmen verbundenen Klappschiene befestigt. Die Verwendung einer Klappschiene soll vor allem die Bewegungstechnik der Skilanglauftechnik weiter anpassen und in Kombination mit einer Rücklaufsperre eine Fortbewegung im klassischen Skilanglaufstil ermöglichen.

## Zusatzausrüstung
Crossskates werden in der Regel zusammen mit Stöcken zur Unterstützung des Vortriebs genutzt. Diese sind deutlich länger als Nordic-Walking-Stöcke und besitzen zumeist Hartmetallspitzen für den Einsatz auf Asphalt und im Gelände. Als Schutzausrüstung werden üblicherweise Helm, Knieschoner und spezielle Nordic-Skating-Handschuhe getragen. Zum Schutz der Augen vor Stockspitzen anderer Fahrer werden bei Gruppenfahrten und Wettkämpfen praktisch immer Sportbrillen getragen.

## Fahren

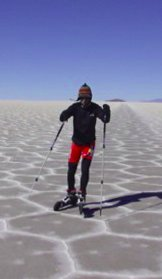
Nordic Cross Skating

Bedingt durch das höhere Eigengewicht, der Größe und vor allem der Spurtreue unterscheiden sich die Bewegungsmöglichkeiten mit Crossskates erheblich von denen mit Inlineskates. Lenken und Kurvenfahren sind ohne Umsteigen insbesondere bei den Zwei-Rollen-Systemen nur eingeschränkt möglich. Der Vortrieb erfolgt bei Verwendung der Skatingtechnik durch seitlichen Abdruck. Ein beim Inlineskating möglicher zusätzlicher Abdruck nach hinten ist mit den spurtreuen Crossskates nicht möglich. Dafür werden Stöcke zur Ergänzung des Vortriebs eingesetzt. Diese Art der Fortbewegung wird auch als Nordic (Cross) Skating bezeichnet. Auch die aus dem Inlineskating bekannten Slide-Bremstechniken sind mit Zwei-Rollen-Crossskates nicht möglich. Dafür können Crossskates mit leistungsstarken Bremssystemen ausgerüstet werden, die eine kontrollierte Vollbremsung unter Beibehaltung der Fahrtrichtung ermöglichen.
Unter Einsatz von Nordic-Blading-Stöcken sind die aus dem Skilanglauf bekannten Skatingtechniken zur Fortbewegung möglich. Diese schließen die 2:1-Führarmtechnik, die 2:1-Technik mit aktiven Armschwung, die 1:1-Technik und das Diagonalskating ein. Zusätzlich gilt die speziell für das Crossskating entwickelte Permanentschubtechnik als eine sehr effektive Fortbewegungsmethode. Während auf allen Crossskates der Doppelstockschub möglich ist, ermöglichen Modelle mit Klappschienen und optionalen Rücklaufsperren den Doppelstockschub mit Zwischenschritt und die Fortbewegung in der klassischen Diagonalschritttechnik.

## Verwendung
Crossskates werden vor allem im Freizeit- und Breitensport eingesetzt. Auch einige Leistungssportler nutzen Crossskates für ihr Ausdauertraining. Wettkämpfe mit Crossskates, wie beispielsweise Nordic Skating oder moderner Biathlon sind bislang noch recht selten.